# Борисково (Волоколамский район)
Борисково — деревня в Волоколамском районе Московской области России в составе сельского поселения Теряевское, до муниципальной реформы 2006 года относилась к Шестаковскому сельскому округу. Население — 1 чел. (2010).

## География
Деревня Борисково расположена примерно в 24 км к северо-востоку от города Волоколамска и в 29 км к юго-западу от города Клина. Ближайшие населённые пункты — деревни Митино, Нефёдово, Кондратово и Высочково. Рядом с деревней протекает река Локнаш (бассейн Иваньковского водохранилища).

## Население
| 1852 | 1859 | 1886 | 1890 | 1899 | 1926 |
| ---- | ---- | ---- | ---- | ---- | ---- |
| 82   | ↗84  | ↗98  | ↗118 | ↘92  | ↗128 |
| 2002 | 2006 | 2010 |      |      |      |
| ↘3   | ↘0   | ↗1   |      |      |      |

## История
В «Списке населённых мест» 1862 года Борискова — казённая деревня 1-го стана Клинского уезда Московской губернии по левую сторону Волоколамского тракта, в 32 верстах от уездного города, при реке Локноше, с 13 дворами, фабрикой и 84 жителями (39 мужчин, 45 женщин).
По данным на 1890 год входила в состав Калеевской волости Клинского уезда, число душ составляло 118 человек.
В 1913 году — 21 двор.
В 1917 году Калеевская волость была передана в Волоколамский уезд.
По материалам Всесоюзной переписи населения 1926 года — деревня Нефёдовского сельсовета Калеевской волости Волоколамского уезда, проживало 128 жителей (66 мужчин, 62 женщины), насчитывалось 21 крестьянское хозяйство.
С 1929 года — населённый пункт в составе Волоколамского района Московской области.